# Benedetto Lomellini

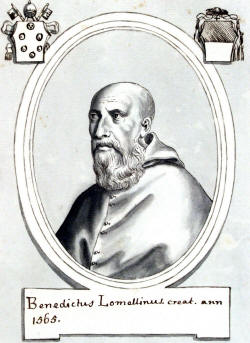
Kardinal Benedetto Lomellini

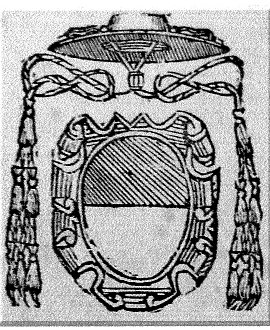
Kardinalswappen

Benedetto Lomellini (* 1517 in Genua; † 24. Juli 1579 in Rom) war ein Kardinal der Römischen Kirche.

## Biografie
Lomellini entstammte einer adeligen und begüterten Familie. Seine Eltern waren David Lomellini und Bianca Centurione. Benedetto praktizierte zunächst als Rechtsanwalt, wurde dann Kleriker der Erzdiözese Genua. Es folgten Stationen an der Römischen Kurie, u. a. als Referendar der Apostolischen Signatur und der Apostolischen Pönitentiarie. Den Dr. jur. erwarb er in Rom. 1551 wurde Lomellini päpstlicher Hausprälat, im Juli 1562 Kleriker der Apostolischen Kammer, im November 1562 Präfekt der Annonae. Im Dezember 1557 begleitete er Kardinal Carlo Carafa auf dessen Legationsreise zu König Philipp II. von Spanien nach Flandern.
Lomellini, der aus dem gleichen Geschlecht wie Kardinal Giangirolamo Lomellini stammte, wurde am 12. März 1565 von Papst Pius IV. zum Kardinal erhoben. Mitte Mai desselben Jahres erhielt er mit dem Empfang des Kardinalshutes die Ernennung zum Kardinaldiakon von Santa Maria in Aquiro und wurde im Juli 1565 zum Bischof von Ventimiglia ernannt, wechselte aber wenige Monate später auf den Sitz von Luni-Sarzana. Noch im September desselben Jahres wurde er auf seine Bitte hin zum Kardinalpriester von Santa Sabina erhoben. Kardinal Clemente Dolera spendete ihm am 21. November 1565 die Bischofsweihe. Kurz darauf nahm er am Konklave von 1565/1566 teil, aus dem Pius V. als neuer Papst hervorging. 1571 war Kardinal Lomellini Legat. 1572 wurde er auf den Bischofssitz von Anagni versetzt und nahm am Konklave desselben Jahres teil, das Gregor XIII. zum Papst wählte.